# Jagd nach Millionen
Jagd nach Millionen (Originaltitel: Body and Soul) ist ein in Schwarzweiß gedrehter US-amerikanischer Film noir von Robert Rossen aus dem Jahr 1947. Der Film gewann 1948 einen Oscar in der Kategorie Bester Schnitt und war nominiert in den Kategorien Bestes Originaldrehbuch und Bester Hauptdarsteller (John Garfield).

## Handlung
Unmittelbar vor seinem nächsten Titel-Kampf lässt der amtierende Boxweltmeister Charlie Davis in seiner Umkleidekabine seine Vergangenheit noch einmal an sich vorbeiziehen:
Als Sohn eines Süßwarenhändlers wuchs Charlie in New York in bescheidenen Verhältnissen auf. Als das Geschäft seiner Eltern bei einem Bombenanschlag auf ein benachbartes Speakeasy zerstört wird, kommt Charlies Vater ums Leben und seine Mutter Anna steht vor dem Ruin. Um sich und seine Mutter vor der Schande der Armut zu bewahren, beschließt der erfolgreiche Amateurboxer eine Karriere als Profiboxer einzuschlagen. Sein Freund und Manager Shorty Polaski bringt ihn mit dem Promoter Quinn zusammen, der Charlies Talent erkennt und ihn unter Vertrag nimmt. Charlies Mutter und auch seine Freundin, die Grafikerin Peg Born, stehen den Aussichten skeptisch gegenüber.
Charlie schlägt sich gut und gewinnt Kampf um Kampf. Dies bringt den skrupellosen Promoter Roberts auf den Plan, der das große Geschäft wittert und Charlies Management übernimmt. Er überredet den an einem Blutgerinnsel im Gehirn leidenden Weltmeister Ben Chaplin zu einem Kampf gegen Charlie, in dem er ihm verspricht, Charlie werde nicht richtig zuschlagen, wenn Ben rechtzeitig auf die Bretter geht. Da er aber Charlie über diesen Deal nicht informiert, prügelt dieser Ben fast tot. Shorty, der nach dem Kampf die Wahrheit erfahren hat, konfrontiert Charlie auf der Siegesfeier. Dabei erfährt er, dass Roberts ihn ausgebeutet hat und verlässt enttäuscht und wütend die Feier. Auf der Straße wird er von Roberts’ Bodyguard zusammengeschlagen. Verwirrt wankt er vor ein vorbeifahrendes Auto und wird totgefahren.
Peg, die Charlies Entwicklung nicht länger ertragen kann, trennt sich von ihm. Schon bald hat er mit Alice ein glamouröseres Mädchen an seiner Seite. Der Erfolg steigt ihm immer weiter zu Kopf, bis Roberts schließlich beschließt, Charlie gegen einen jüngeren Gegner antreten zu lassen, der in einem wiederum fingierten Kampf den Titel übernehmen soll. Widerwillig stimmt Charlie diesem Deal zu. Ben Chaplin, der mittlerweile als Charlies Trainer fungiert, regt sich darüber so sehr auf, dass er am Tag vor dem Kampf einen tödlichen Hirnschlag erleidet.
Nachdem Charlie aus seinem Tagtraum erwacht ist, begibt er sich zum Titelkampf in den Ring. Entgegen den Abmachungen schlägt Charlie seinen Gegner in der letzten Runde des Kampfs K. o. und verlässt mit der zu ihm zurückgekehrten Peg die Arena.

## Hintergrund
Jagd nach Millionen startete am 22. August 1947 in den Kinos der USA. In Deutschland wurde er am 8. Dezember 1961 uraufgeführt.

## Kritik
„Rauh und geradlinig erzählter Debütfilm, in dem das korrupte, skrupellose Boxgeschäft als Spiegelbild gesellschaftlicher Machtverhältnisse fungiert. Treffend in der Sozialkritik, dicht in der Milieuzeichnung, ausgezeichnet gespielt. Stilistische Verbindungen zu den Kriminalfilmen der ‚Schwarzen Serie‘ sind augenfällig.“